# Négation des Temples
La négation des Temples est l'assertion niant l’existence des temples de Jérusalem ou leur situation au sommet du mont du Temple.

## Historique

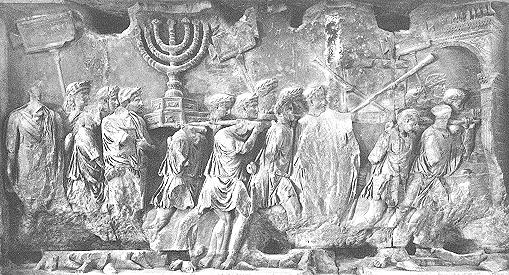
Pillage du Second Temple de Jérusalem représenté sur le mur intérieur de l'arc de Titus à Rome

Dore Gold, président du Centre des affaires publiques et de l'État de Jérusalem, un centre de recherche israélien indépendant, et ancien représentant permanent d'Israël auprès de l'Organisation des Nations unies, a utilisé le terme négation des Temples dans son livre de 2007, mis à jour en 2009: The Fight for Jerusalem: Radical Islam, the West, and the Future of the Holy City (Le combat pour Jérusalem; l'Islam radical, l'Ouest, et le futur de la Ville sainte). L'écrivain israélien David Hazony décrit le phénomène comme une campagne d'effacement intellectuel par les écrivains, érudits et responsables palestiniens…visant à miner la revendication juive sur toute la terre d'Israël, et compare ce phénomène à la négation de la Shoah,.
Selon Gold et Dennis Ross, Yasser Arafat au sommet de Camp David II en 2000, a soutenu que le Temple juif se trouvait à Naplouse et non sur le mont du Temple à Jérusalem,,. Gold décrit l'affirmation d'Arafat comme faisant partie d'une campagne pour délégitimer la revendication d'Israël sur la ville. Il écrit que la négation du Temple est devenue un nouveau dogme palestinien.  Pour le pasteur Tom Doyle, la négation des Temples fait partie d'une stratégie musulmane pour dominer tout Jérusalem sans les Juifs.
Selon Dore Gold, à la suite de la remarque d'Arafat à Camp David, la négation des Temples s'est répandue au Moyen-Orient comme une trainée de poudre, et même s'est subtilement glissée dans les écrits des reporters occidentaux basés au Moyen-Orient. Gold cite le Time Magazine et son reporter Romesh Rotnesar comme exemple.
Dore Gold soutient que l'enlèvement par le Waqf de Jérusalem de matériel archéologique du Mont du Temple, sans supervision archéologique est une forme physique de négation des Temples,,. Ce matériel soustrait a été considéré par Gabriel Barkay, archéologue et lecteur à l'université Bar-Ilan, comme des artefacts importants dans le cadre du Temple Mount Sifting Project (Projet de criblage du Mont du temple).
L'écrivain Daniel Levin considère que la négation des Temples est un phénomène relativement récent qui est devenu principe central du nationalisme palestinien.  Il déclare que la fiducie foncière islamique détruit les ruines judéo-chrétiennes situées sous le mont du Temple, de façon à nier toute connexion entre le judaïsme et le christianisme et Jérusalem. The New York Times note que la négation des Temples, de plus en plus répandue parmi les leaders palestiniens, a aussi une longue histoire : après la création de l'État d'Israël en 1948, le Waqf a retiré de ses guides toutes références au Temple du roi Salomon, dont l'emplacement sur le site était d'après ses dires précédents "incontestable",,.
En 2009, James R. Davila, professeur d'études juives et principal du St Mary's College de l'université de St Andrews, critique la pratique croissante parmi les journalistes d'écrire comme si l'existence des anciens temples juifs sur le mont du Temple était une question contestable, avec deux versions contradictoires légitimes. Selon le professeur Davila, les "reporters doivent bien comprendre qu'il n'y a pas de discussion parmi les spécialistes concernant l'existence du temple israélite de l'Âge du fer, du Second Temple et du temple d'Hérode à Jérusalem sur l'esplanade du Mont du Temple. Encore une fois, les récits disant le contraire sont de la propagande et non pas de la science.
En 2005, dans un livre intitulé From Jerusalem to Mecca and Back; The Islamic Consolidation of Jerusalem (De Jérusalem à la Mecque et retour; La consolidation islamique de Jérusalem), Yitzhak Reiter décrit la tendance grandissante des autorités islamiques à dénier l'existence des Temples juifs sur le mont du Temple, et la caractérise comme faisant partie de la campagne pour accroitre le statut de Jérusalem et du mont du Temple dans l'Islam, dans le but de faire de Jérusalem une ville musulmane sous  gouvernance arabe. Selon Reiter, ce récit correspond à l'opinion générale dans de nombreuses communautés musulmanes dans le monde, et est mise en avant par les figures religieuses, les politiciens, les universitaires les journalistes,
Ce ne sont pas tous les penseurs musulmans qui acceptent cette négation des temples de Jérusalem. L'imam Palazzi, le responsable de l'Assemblée des musulmans italiens et cofondateur et coprésident de l'Amitié Islam-Israël, cite le Coran pour affirmer le lien spécial du judaïsme avec le mont du Temple. Selon Palazzi, les sources islamiques les plus sérieuses affirment la présence des Temples. Il ajoute que Jérusalem est sacrée pour les Musulmans à cause de sa sainteté antérieure pour les Juifs et de son statut de résidence des prophètes bibliques et des rois David et Salomon, qui sont tous, dit-il, des personnages sacrées aussi pour l'Islam. Il prétend que le Coran reconnait expressément que Jérusalem joue le même rôle pour les Juifs que la Mecque pour les Musulmans

## Dispute sur la situation exacte des Temples
Selon Benjamin Mazar, la forteresse romaine Antonia est située sur l'endroit le plus élevé du Mont du Temple, à l'endroit où se situe actuellement le dôme du Rocher. L'historien juif romain du Ier siècle, Flavius Josèphe, raconte que les Romains ont maintenu une légion complète de 5 000-6 000 soldats à Antonia. Les Temples se trouvaient 180 mètres plus au sud et 60 mètres plus bas que le complexe Antonia, sur le Mont Ophel, près de la source de Silwan, qui fournissait l'eau pour les sacrifices,.
Un article contestant la situation des temples a été publié en première page du New York Times en octobre 2015. Cet article a été fortement critiqué par la communauté scientifique, entrainant une mise au point du New York Times.